# سلطة (مجتمع)

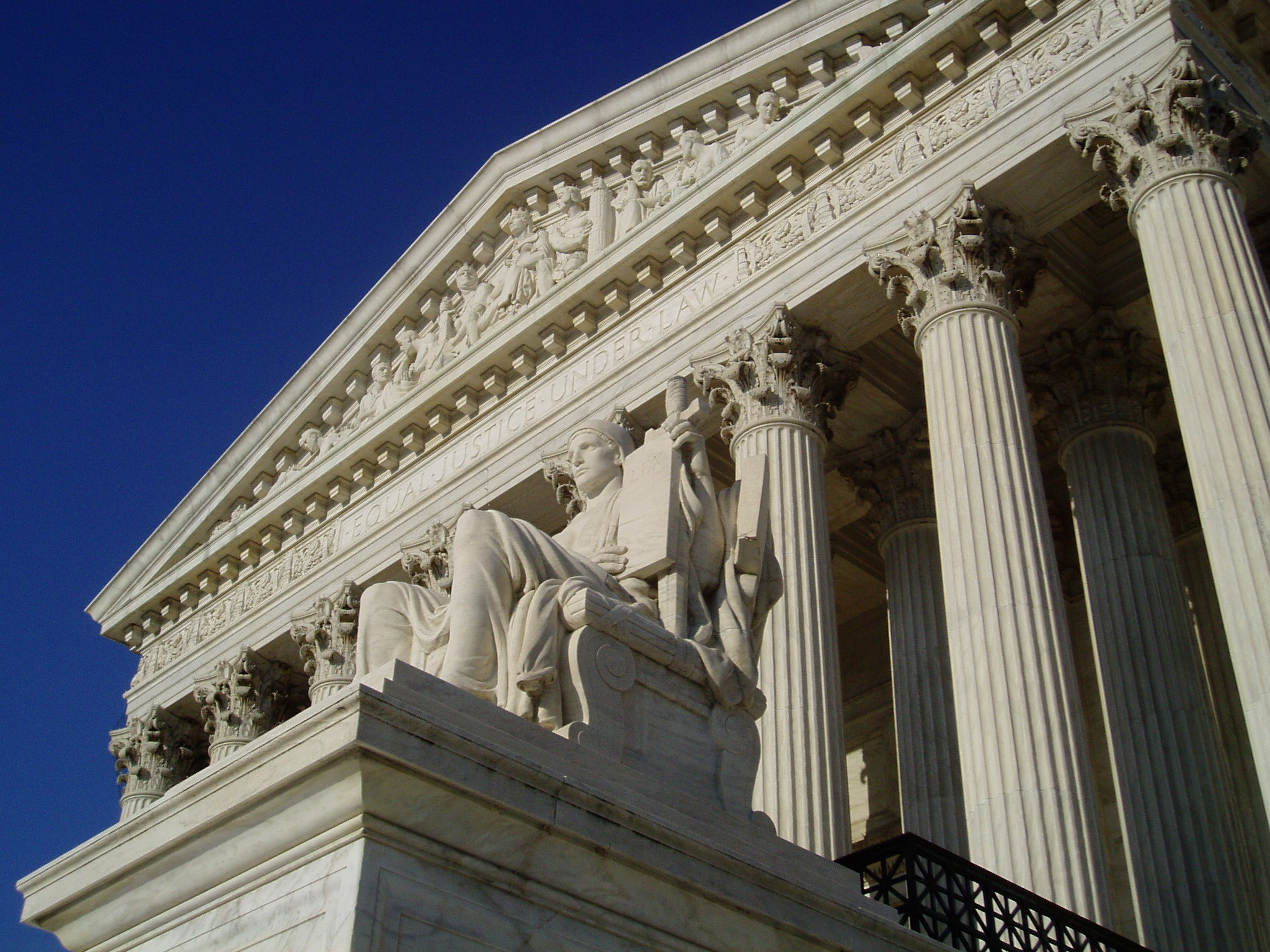

السُّلْطة هي قدرة شخص معين أو منظمة على فرض أنماط سلوكية لدى شخص ما. تعتبر السلطة أحد أسس المجتمع البشري وهي مناقضة لمبدأ التعاون. إن تبني أنماط العمل نتيجة فرض السلطة يُسمى الانصياع، والسلطة كمصطلح يشمل غالبية حالات القيادة.
تُطبق السلطة استنادا إلى قوة اجتماعية معينة. قد تكون هذه القوة حقيقية (كالتهديد بالتسبب بأذى جسماني) أو وهمية (كانصياع المؤمنين لطريق غورو). تتحدد القوة من خلال الاستخدام المحتمل للعقوبة: عملية تمس بالشخص الذي لا ينصاع إلى السلطة أو يهددها، بغية ضمان وجود قوة اجتماعية.
قد تطبق السلطة بشكل مباشر استنادا إلى وجود قوة فعلية (كالتهديد بالحبس)، ما يسمى «الإكراه» أيضا، وقد تنبع من الشرعية التي يمنحها الخاضع للسلطة لأصحابها (مثل: الاعتراف بمرجعيات النبلاء). وغالبا ما نجد هذين النوعين من المرجعيات متداخلين.
هناك مرجعيات قليلة فقط تعتمد على القوة الجسدية، بينما يطبق الكثير من المرجعيات ذلك بفضل وجود جهاز تنظيمي يقوم على الصلاحيات. هكذا تكون قدرة تطبيق سلطة ما مرتبطة بكونها موجودة أصلا.
مثال: صلاحية حاكم الدولة تنبع من أن شرطة ما ستعاقب الأفراد الذين لا ينصاعون لمرجعيته. ينصاع أفراد الشرطة للحاكم وقوانينه لأنهم هم أنفسهم خاضعون لتهديد الشرطة. إذا قرر جميع رجال الدولة التمرد على سلطة الحاكم فستُسلب منه السلطة والصلاحية غير أن مجرد وجود الصلاحية بشكل جزئي يتيح لها أن تصبح كاملة.

## بديل الصلاحية
هناك ثمة صياغات نظرية وحقيقية للبنى الاجتماعية، جزئية أو كاملة، لا تقوم على الصلاحية.

### التنافس
البنية الأولى هي بنية التنافس. وفيه لا يتيح ميزان القوى ممارسة الصلاحية. هذه البنية تضع الفرضيات الأساسية للصلاحية، أي أن الإنسان يسعى بطبيعته إلى تحقيق القوة، ولكن يبقى هناك واقع لا يمكن فيه ممارسة الصلاحية ممارسة فعلية بسبب الخصم المتبادل.
تقوم هذه البنية على فكرة التعاون - الفكرة القائلة إن بني البشر لا يمتلكون القدرة على امتلاك الصلاحية طويلة الأمد، وإن بني البشر يستخدمون القوة المتاحة لهم بشكل قصير الأمد فقط.

### الليبرالية
إحدى وجهات النظر التي تعمل في هذه البنية هي الليبرالية الحديثة، ولا سيما وجهة نظر الميثاق الاجتماعي. تقول وجهة النظر هذه إن هدف كل نظام اجتماعي هو موازنة القوى المختلفة بغية الحيلولة دون خلق نظام صلاحية ثابت، إذ إن كل صلاحية هي محدودة بقوة مضادة.
تشتمل وجهة النظر هذه على وجهين: فمن جهة هناك تنافس مفتوح بين الأفراد على دفع مصلحتهم الأنانية، ومن جهة أخرى هناك تعاون منظم بينهم، تكون قواهم فيه متوازنة إذ إن السيطرة على المؤسسة المشتركة مقسمة بالتساوي. في مجال العلوم السياسية تُفسر وجهة النظر هذه بتقييد صلاحية النظام السياسي وجعله خاضعا لسلطة الجمهور الذي يمارس في الواقع صلاحية على نفسه بشكل غير مباشر. أبر تعبير للشكل الأخير هو الانتخابات.
هناك تعبير آخر للإشكالية في وجهة النظر هذه هو أنه نشأت طوال الوقت تنظيمات تشترك فيها كتل اجتماعية تمثل «الأغلبية» و«الأقلية». فكل فرد يتطلع إلى دفع مصلحته وخلق ائتلاف يخدم هذا الهدف. هذا الوضع يثير اشكالية لأنه نابع مباشرة من التعاون، ولكن الطريقة الليبرالية تخلق في الواقع صلاحية الأغلبية على الأقلية. ولتجنب هذه الحالة تتحدد في بعض الأحيان حدود الميثاق الاجتماعي ويخلق توازن معين بين قدرة الأغلبية على الصلاحية والمنافسة المفتوحة بين الأفراد.
هناك إشكالية أخرى في وجهة النظر هذه وهي ان قرارات المنظمات المشتركة تتطلب وجود نظام هرمي طويل، وهكذا تنشأ في كثير من الأحيان حالات تتولد فيها القوة داخل النظام، مما يتجسد من خلال خلق صلاحية عادية يكون وزن الليبرالية فيها قليلا.
كما إن الكثير من البنى في المجتمع الليبرالي تهدف إلى خلق موجّه للتنافس، من خلال تحديد صلاحية الأغلبية ومن خلال تحديد القوة النسبية للفائزين في التنافس (كالحد من الهيمنة والاحتكار مثلا).

### الفوضى الفظة
هناك وجهة نظر تعمل بهذا الشكل وهي الفوضى الفظة الشبيهة بوجهة النظر الليبرالية من حيث نظرتها للصلاحية، ولكنها تلغي فكرة الميثاق الاجتماعي الذي يهدف إلى إتاحتها. وجهة النظر هذه هي تطرف في وجهة النظر الليبرالية من حيث أنها تلغي أي تعاون منظم لوقت طويل.
تضع وجهة النظر الفوضوية الفظة الواقع المثالي باعتباره واقعا بلا صلاحية أبدا، سواء كانت مباشرة أو غير مباشرة، وتدع مجمل العمل البشري كتنافس وجودي بين أفراد ظروف التنافس بينهم متشابهة بينهم جميعا طوال عملية التنافس.

### التعاون
البنية الثانية هي بنية التعاون القائلة إن المجموع ينظر إلى مصلحة الآخر بالشكل النابع من مصلحته هو. التعاون هو بنية اجتماعية تلغي الصلاحية من خلال إلغاء أسس الصلاحية، أي إلغاء الحالة التي يوجد فيها صراع قوى بين الأفراد.

### الديمقراطية
الديمقراطية هي طريقة تعاونية ترى انه يمكن تطبيق بنى اجتماعية مشتركة لا تقوم على صراع القوى. في مثل هذه الحالة لا تنبع السيطرة على البنى الاجتماعية من الحاجة إلى توازن بين القوى المختلفة بل من دمجها من اجل خدمة المصلحة العامة.
الديمقراطية تحول الصلاحية إلى قرار بالتوافق إذ إن الأفراد يرون في منظومة العلاقات بينهم منظومة تقوم على المساواة.
الإشكالية الأساسية في الديمقراطية هي أنها تتطلب فهما لا يقوم على القوة، ولكنها قد تفهم، في منظار القوة، كصلاحية بكل معنى الكلمة. وهناك إشكالية أخرى وهي ان الديمقراطية تخلق، على غرار الليبرالية، نظاما مؤسساتيا واسعا لتطبيق قراراتها، وهو قد يؤدي إلى كسب الصلاحية داخله وخلق رموز سرية للصلاحية.

## السلطة في سياقات مختلفة

### السياسة
في الحكومة، السلطة هي نطاق الصلاحيات المشروعة التي يتمتع بها كيان ما (كلاين إن دي (Cline n.d.)) عندما يتصرف بالنيابة عن الحكومة. وتُمنح هذه الصلاحيات من خلال القنوات المعترف بها رسميًا داخل الحكومة، وتمثل جزءًا من السلطة العامة للحكومة. على سبيل المثال، قد تتمتع حكومة ما بسلطة لإعدام المجرمين. ويمكن للحكومة بعدئذٍ أن تحتوي على هيئة محلفين مخولة لتحديد ما إذا كان المواطن مجرمًا أو غير مجرم؛ وقاض مخول بالحكم على المجرمين بالإعدام؛ وجلاد مخول بقتل المجرمين الذين حكم عليهم بالإعدام. وفي المقابل، قد يتمتع حشد من المواطنين بالقوة اللازمة للقيام بكل الأشياء المذكورة أعلاه، ولكنهم لا يتمتعون بالسلطة لأن الإجراءات لن تكون مشروعة.
ويمكن أيضًا رؤية السلطة السياسية في مواقف تُعتبر عادة غير سياسية. (أجوارال إن. دي (Agarwal n.d.)) وفي الحقيقة، فإن منح السلطة هو وظيفة أية مؤسسة اجتماعية. ينبغي، على سبيل المثال، على الشركة تعيين موظفين بوصف ذلك وظيفة قياسية لوجودها. ومع ذلك، لا يحق لمعظم أعضاء الشركة تعيين الموظفين. حيث يتم منح هذه الصلاحية لأفراد معينين داخل الشركة دون تدخل الحكومة. ويمكن أن توجد نفس الظاهرة في المؤسسات الدينية والجمعيات الخيرية والجمعيات الأخوية وما إلى ذلك.
السلطات العامة هي القوى المعتبرة قانونا في توجيه النظام الاجتماعي والاقتصادي والسياسي لمجتمع معين في ظل دولة قانونية تقوم على مبدأ الفصل بين السلطات وتتكون السلطات العامة من ثلاث سلطات وفقا للتعريف الوظيفي، والذي تنقسم وفقا له إلى سلطة تشريعية، سلطة قضائية، سلطة تنفيذية، وفي ظل سيادة القانون تمارس هذه السلطات وظائفها النابعة من الدستور. الذي بدوره يحدد الإطار العام لتقوم بوظائفها. وقد يحيل الدستور إلى القانون العادي لينظم التفاصيل الضرورية الأخرى

### الدين
يتطلب إدراك تجلي مشيئة الله القدرة على فهم ممارسة السلطة من قِبل قوة أعلى. ويتم إدراك الأحكام والأوامر المباشرة بسهولة أكثر باعتبارها سلطة واضحة. ورؤية مثال على شخص ما يتصرف بطريقة تلبي الرضوان تُعد مفيدة في هذا السياق. وفي كثير من الأحيان، تتطلب التعليمات الصادرة عن المؤلف بعض الاستدلال حيث إن المؤلف يعبر ضمنًا عما هو مطلوب.

### الفلسفة
ينبغي للمرء أن يميز بين السلطة والقوة. وتتشارك كل منها في استخدام الاتفاق، فيمكن أن تتعلق القوة بمجرم مسلح في حين أن السلطة قد تتعلق بمرشد روحي. ويتمتع المرشد الروحي بسلطة وليس قوة، في حين أن المجرم يتمتع بقوة وليس سلطة. وإذا فقدت القوة العسكرية سيطرتها، فإنها ستفقد عندئذٍ سلطتها.

### المجال الأكاديمي
يمكن اعتبار شخص (أو مجموعة) ذا «سلطة» في تخصص ما إذا كان يتمتع بخبرة عميقة في هذا المجال. وهذا يعني أن أي أحكام تصدر عن هذا الشخص، فيما يتعلق بمجال خبرته، ستتمتع بعبء الإثبات لصالحها. بمعنى، إذا أصدر أستاذ الرياضيات رأيًا حول الأعداد، فيُفترض أن هذا الرأي صحيح في حالة عدم وجود إثباتات على عكس ذلك. وهذا سوف ينقض أيضًا أية اعتراضات غير مدعومة من قِبل أي فرد لا يتمتع بهذه الخبرة. والعلماء المتخصصون من الأمثلة على ذلك، ولكنها ليست الأمثلة الوحيدة. فيمكن اعتبار النجار خبيرًا في مجال الأخشاب على سبيل المثال.

### الهيئات الحكومية
يوجد لدى كل دولة عدد من المؤسسات التي تمارس السلطة استنادًا إلى ممارسات قائمة منذ أمد بعيد. علاوة على ذلك، تقوم كل دولة بإنشاء أجهزة تختص بالتعامل مع قضايا معينة. ويتحدد كل هذا في إطار الميثاق الخاص بها. ومن الأمثلة على ذلك هيئة الميناء مثل ميناء لندن. فعادة ما يتم إنشاء هذه الهيئات بموجب تشريع خاص وتتم إدارتها بواسطة مجلس إدارة. ويتم إنشاء العديد من الأجهزة والمؤسسات على نفس المنوال وتمارس السلطة في قضايا معينة. وعادة ما يُطلب منها دعم نفسها من خلال الضرائب العقارية أو من خلال أشكال أخرى من تحصيل الرسوم مقابل الخدمات.

### علم النفس
أظهرت تجربة ميلغرام Milgram عام 1961 أن الناس يتبعون أحد الرموز التي تتمتع بالسلطة بغض النظر عن الآثار المترتبة على أشخاص آخرين. واتبع المشاركون أوامر القائمين على التجربة الذين كانوا يمثلون السلطة، واستمروا في إعطاء صدمات كهربائية للمتعلم الذي أعطى إجابات خاطئة على الأسئلة، حتى ولو لم يُطلب من المشاركين أنفسهم إدارة الصدمة.

## للاستزادة
- جورجيو أجامبين، State of Exception (2005)
- حنة آرنت، Between Past and Future (New York, Viking, 1961) "The Concept of Authority"
- جوزيف بوشنسكي  [لغات أخرى]‏, Was ist Autorität? (1974)
- Renato Cristi, Hegel on Freedom and Authority (2005)
- Stuart Lachs, Means of Authorization: Establishing Hierarchy in Ch'an/Zen Buddhism in America (1999)
- Rafael Domingo Osle, Auctoritas (1999)
- كارل بوبر، On the Sources of Knowledge and of Ignorance (1960)
- ماكس فيبر، الاقتصاد والمجتمع (1922)
- Austin Cline, What is Authority? Differentiating Authority, Power, and Legitimacy[وصلة مكسورة] (n.d.)
- Ashish Agarwal, What is Authority? Trace out the different types of Authority (n.d.)

## وصلات خارجية
- Qualitionary - Legal Definitions - Authority
- Appeal to Authority Breakdown نسخة محفوظة 27 ديسمبر 2019 على موقع واي باك مشين.